# Colchicum stevenii
Colchicum stevenii là một loài thực vật có hoa trong họ Colchicaceae. Loài này được Kunth miêu tả khoa học đầu tiên năm 1843.